# Kaufmannshaus (Hamburg)

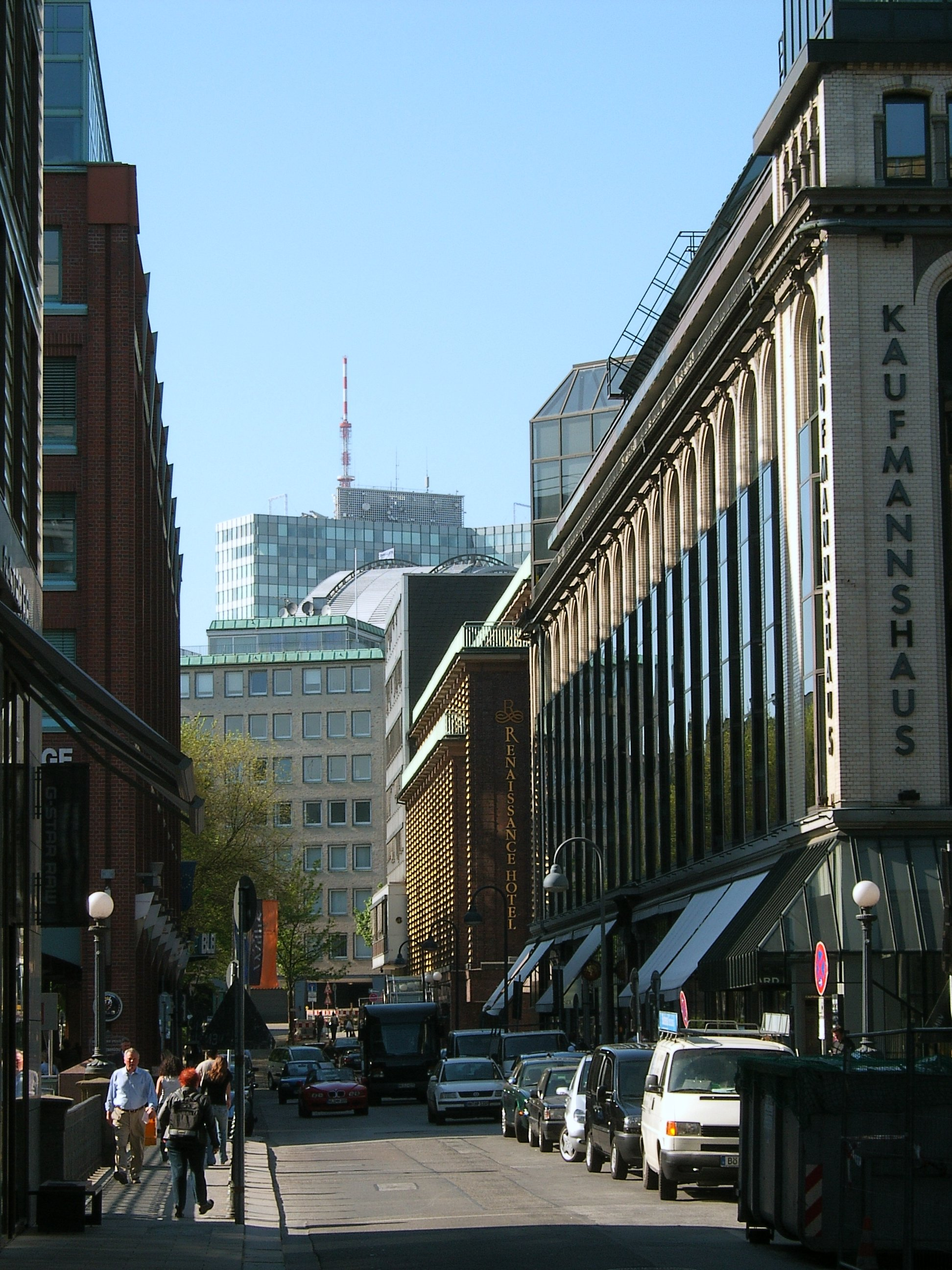
Het Kaufmannshaus

Het Kaufmannshaus is een winkel- en kantorencomplex in de Hamburgse wijk Neustadt.
Het staat tussen de straten Große Bleichen, Bleichenfleet en Neuer Wall. Het adres is Große Bleichen 31. In 2017 verwierf de Oostenrijkse Signa Holding het Kaufmannshaus en de Alsterarkaden.

## Geschiedenis

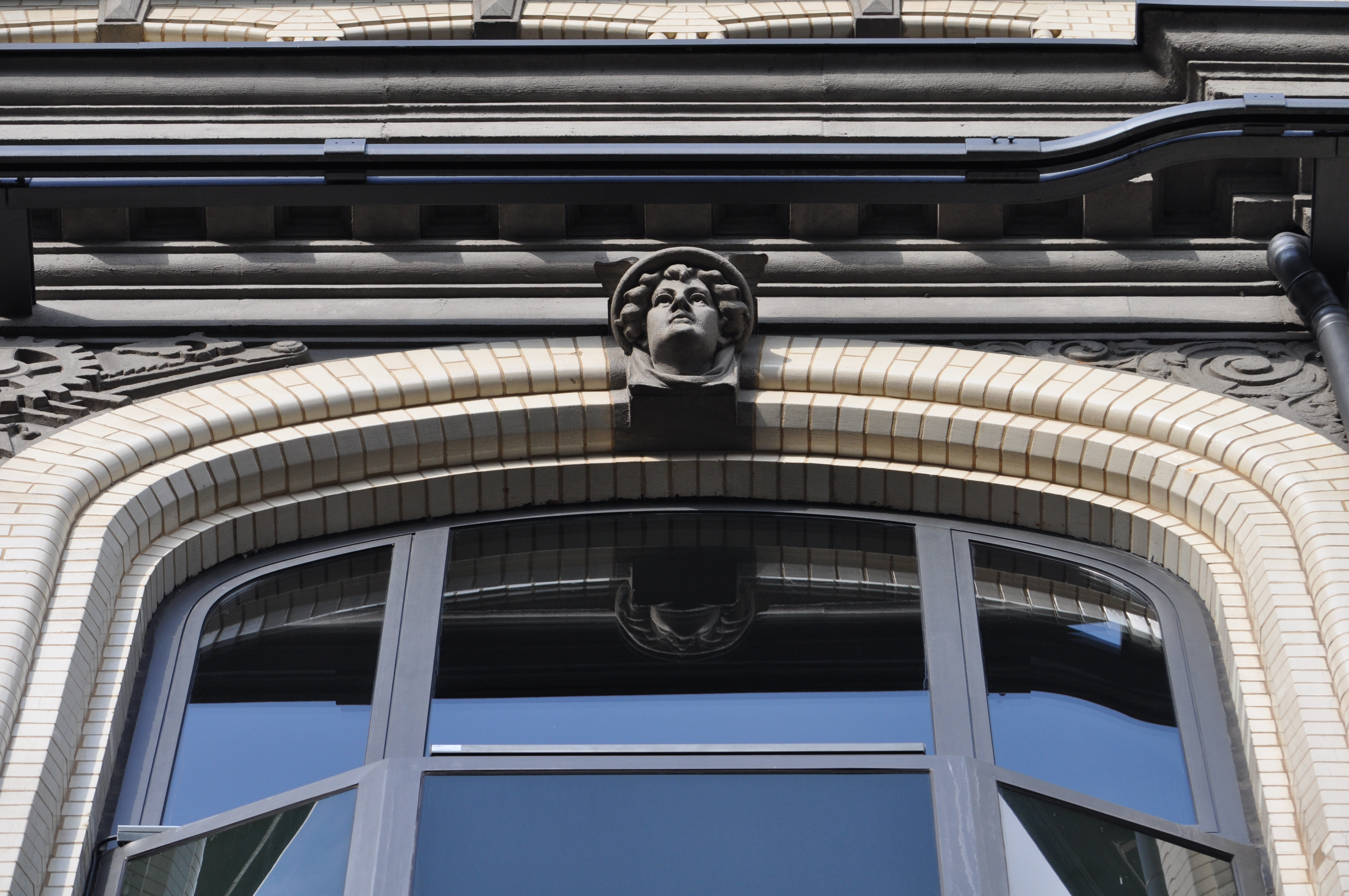
Geveldetail aan de zijkant van het Kaumannshaus

Het Kaufmannshaus is tussen 1906 en 1907 gebouwd volgens plannen van Stammann & Zinnow. Van 1976 tot 1978 is het pand gerenoveerd door Graaf, Schweger &amp; Partner. Plannen van het Amerikaanse architectenbureau Moed de Armas & Shannon vormden de basis voor moderniserings- en herstructureringswerken die aan het Kaufmannhaus werden uitgevoerd van 2011 tot 2013.
Heldere, geglazuurde klinker- en glaselementen kenmerken de gevel van het gebouw. Het Kaufmannshaus heeft meer dan 23.000 vierkante meter commerciële ruimte verdeeld over vier verdiepingen en een kelder.

## Gebruik
De onderste verdiepingen van het gebouw zijn in gebruik als winkel- en horecaruimte. Hier zijn vooral winkels in de modebranche gevestigd. De hoger gelegen verdiepingen zijn in gebruik als kantoor, waaronder de Hamburgse vestiging van het internationale advocatenkantoor Norton Rose Fulbright en het internetportaal Yelp.